# Synoecetes tenuicornis
Synoecetes tenuicornis là một loài tò vò trong họ Ichneumonidae.